# Surte
Surte (uttal (fil)) är en tätort i  Ale kommun som ligger vid E45 och Bergslagsbanan (nu Norge/Vänerbanan) öster om Göta älv, omkring 1,5 mil norr om centrala Göteborg. I tätorten ingår även samhället Bohus som vuxit samman med Surte.

## Näringsliv
Orten har vuxit fram som ett brukssamhälle där Surte glasbruk hade tillverkning av emballageglas på orten 1862–1978. Idag finns ett glasbruksmuseum på platsen. Alexander Samuelson, sedermera skapare av Coca-Cola-flaskan, arbetade på bruket innan han emigrerade till USA. Största företag idag är Eka Chemicals AB i Bohus. En majoritet av den arbetande befolkningen pendlar dock ut, varav flertalet till Göteborg.

### Bankväsende
Surte hade tidigare bankkontor tillhörande Swedbank och Handelsbanken. Handelsbanken stängde kontoret i Surte den 1 oktober 2016. Mindre än ett år därefter, den 30 juni 2017, stängde även Swedbank och orten stod utan bankkontor.

## Surteraset

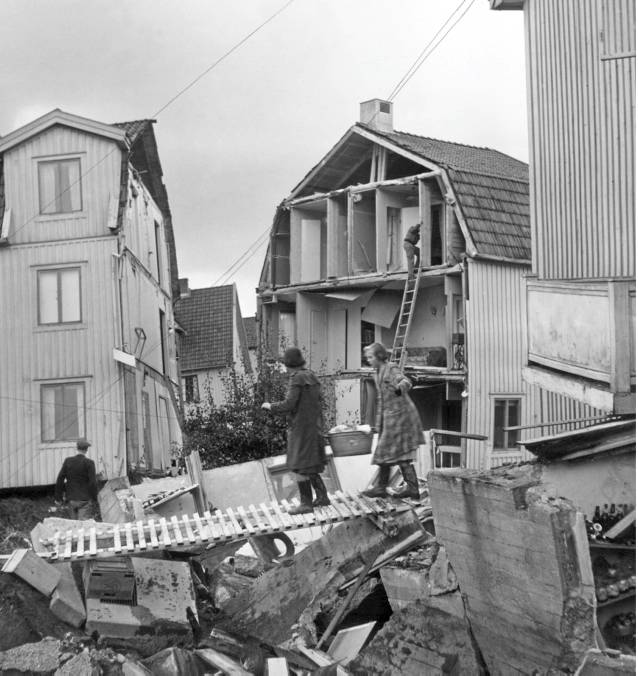
1950 drabbades Surte av ett stort jordskred. På bilden syns ett hus som klövs mitt itu och båda delarna gav sig i väg mot älven. Kvinnorna balanserar på ett liggande staket bland ruinerna.

Den 29 september 1950 klockan 08.11 inträffade ett jordskred vid Surte Södra station, som blockerade Göta älv. Skredet varade mindre än 3 minuter, det var 400 meter brett och 600 meter långt (22 hektar) med en uppskattad jordvolym på 3 miljoner m³, vägande 10 miljoner ton. Husen som drogs med i skredet flyttades upp till 150 meter. Fler än 30 bostadshus förstördes, men endast en person omkom. Över 450 familjer blev hemlösa.

## Befolkningsutveckling
| Befolkningsutvecklingen i Surte 1960–2020 | Befolkningsutvecklingen i Surte 1960–2020 | Befolkningsutvecklingen i Surte 1960–2020 | Befolkningsutvecklingen i Surte 1960–2020 | Befolkningsutvecklingen i Surte 1960–2020 |
| ----------------------------------------- | ----------------------------------------- | ----------------------------------------- | ----------------------------------------- | ----------------------------------------- |
|                                           |                                           |                                           |                                           |                                           |
| År                                        |                                           |                                           | Folkmängd                                 | Areal (ha)                                |
| 1960                                      | 1960                                      |                                           | 4 566                                     |                                           |
| 1965                                      | 1965                                      |                                           | 5 929                                     |                                           |
| 1970                                      | 1970                                      |                                           | 6 420                                     |                                           |
| 1975                                      | 1975                                      |                                           | 5 685                                     |                                           |
| 1980                                      | 1980                                      |                                           | 5 546                                     |                                           |
| 1990                                      | 1990                                      |                                           | 5 364                                     | 356                                       |
| 1995                                      | 1995                                      |                                           | 5 559                                     | 357                                       |
| 2000                                      | 2000                                      |                                           | 5 464                                     | 357                                       |
| 2005                                      | 2005                                      |                                           | 5 740                                     | 364                                       |
| 2010                                      | 2010                                      |                                           | 5 798                                     | 361                                       |
| 2015                                      | 2015                                      |                                           | 6 003                                     | 372                                       |
| 2020                                      | 2020                                      |                                           | 6 490                                     | 364                                       |
|                                           |                                           |                                           |                                           |                                           |

## Kommunikationer
Surte station ligger på Alependelns sträcka mellan Göteborg C och Älvängen och invigdes 12 december 2012. Det tar 14 minuter med pendeltåget till Göteborgs centralstation och sju minuter till Gamlestaden Station som ligger före. Tåget går fyra gånger per timma under morgon och eftermiddag, annars två gånger per timma. Linjen drivs av Västtrafik.

## Idrott
Surte BK är en bandyklubb som spelar i Allsvenskan, efter att ha lyckats kvala sig upp från Division 1:s västra grupp 2013. Laget var det tredje i Sverige att spela sina hemmamatcher inomhus då Ale Arena stod klar år 2007. Klubben har tidigare gått under namnet Ale/Surte.
Det finns även en trial-förening vid namn Ale TK som håller till i Surte. Klubben har flera förare som skördat framgång under SM det senaste året. Klubben håller till vid Klevebergsbanan precis vid Surtesjön.
Surte IS, en av Sveriges äldsta fotbollsklubbar, grundades 1900 av glasbruksarbetare vid bruket i Surte. Kända spelare är Filip Johansson (Svarte Filip), Konrad Hirsch, Marianne (Marre) Lindberg och Marika Domanski Lyfors.

## Kända personer från Surte
- Gideon Ståhlberg, internationell stormästare i schack
- Susanne Ljungskog, cyklist i världseliten Team Skoda
- Filip Johansson ("Svarte-Filip"), bandy- och fotbollsspelare
- Lasse Karlsson, bandyspelare i bland annat Hammarby, sedermera Gripen Trollhättan BK

## Bilder

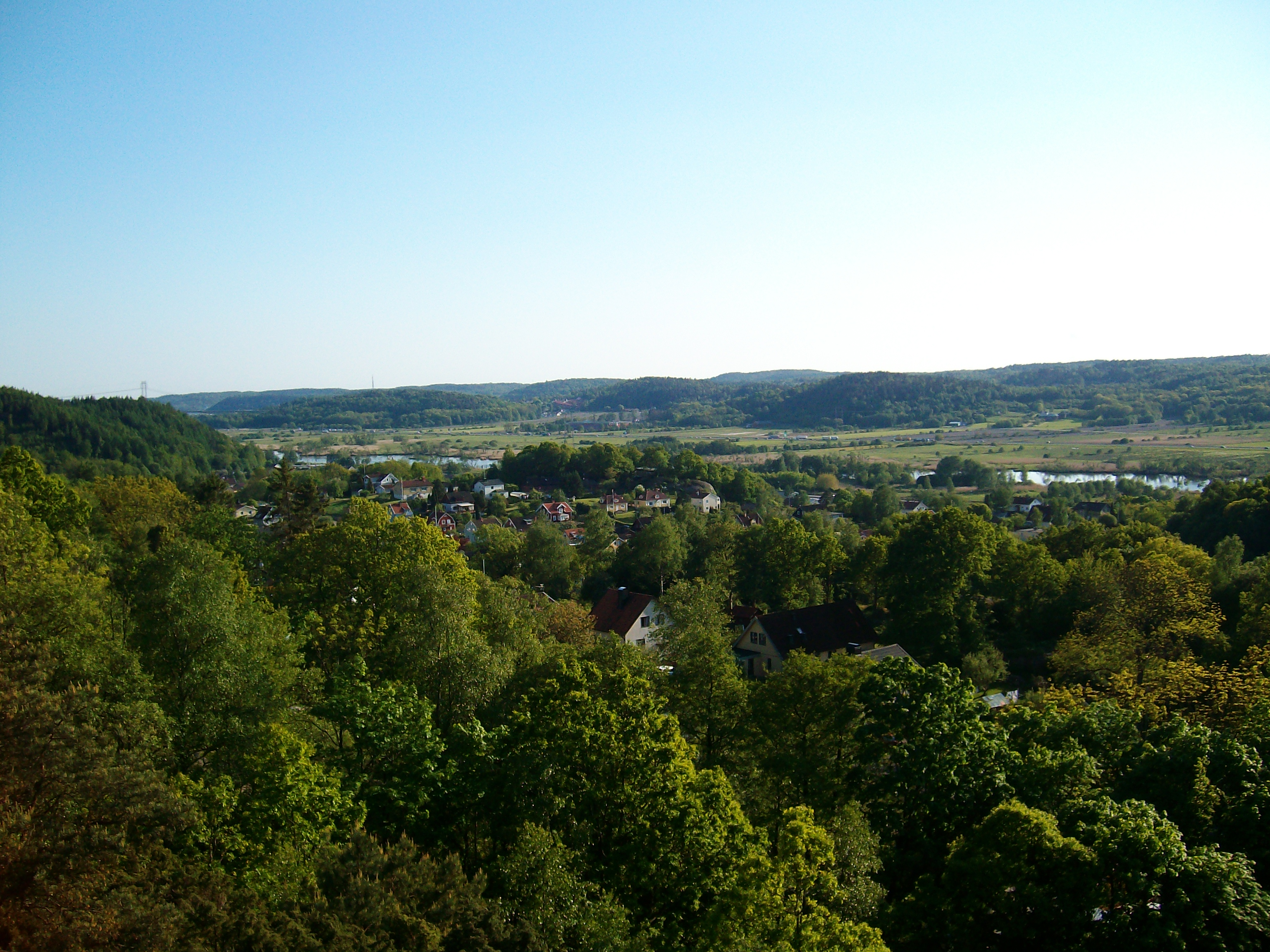
Södra Surte
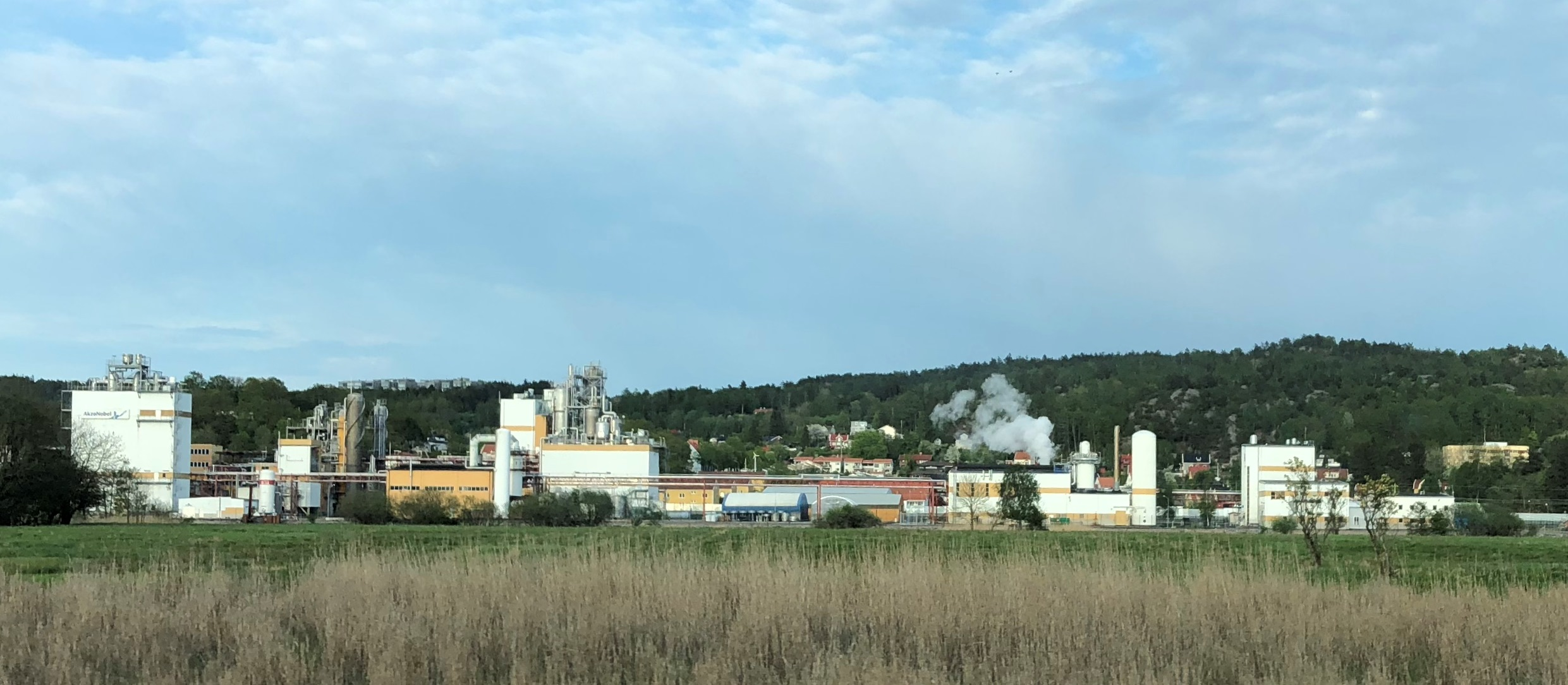
AkzoNobel Pulp & Chemicals
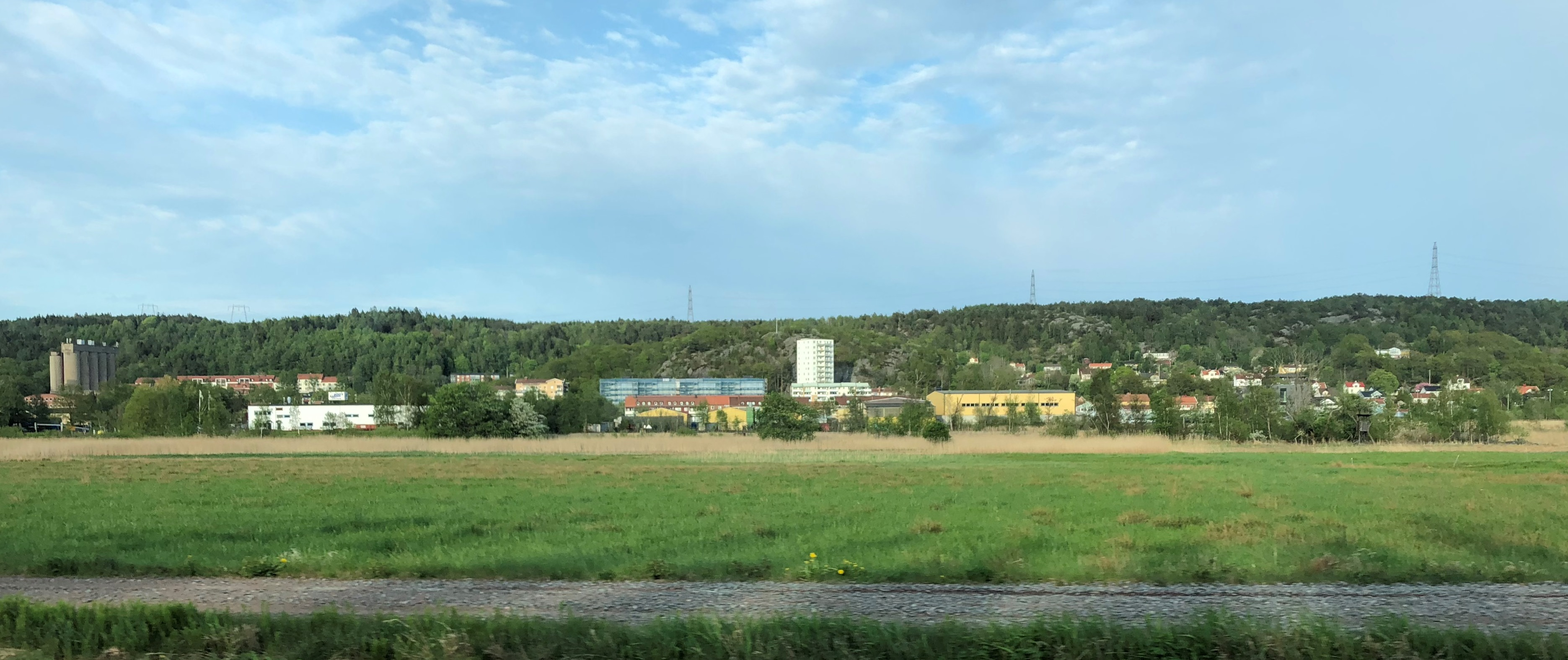
Surte tätort
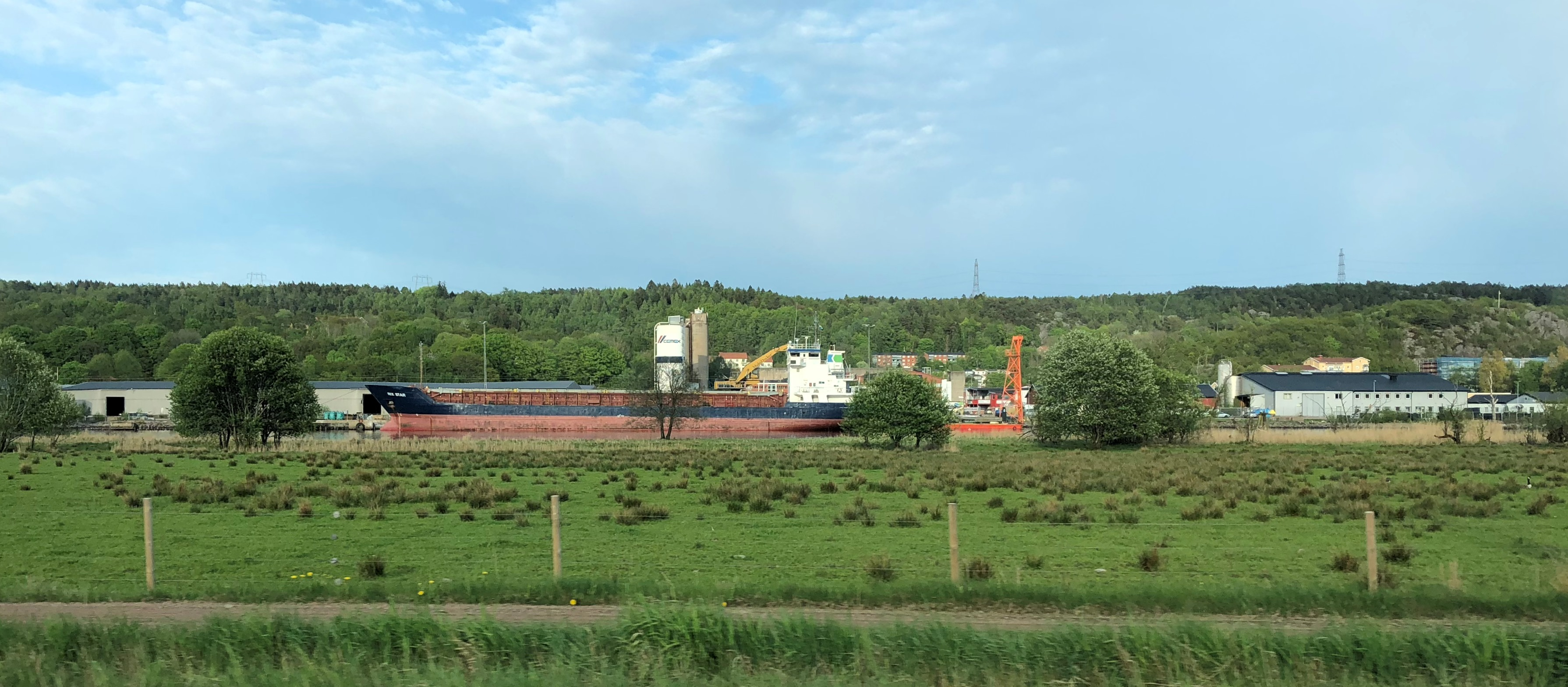
Surte hamn